# Bom Despacho (ort)
Bom Despacho är en ort i Brasilien.   Den ligger i kommunen Bom Despacho och delstaten Minas Gerais, i den sydöstra delen av landet, 500 km sydost om huvudstaden Brasília. Bom Despacho ligger 771 meter över havet och antalet invånare är 40 303.
Terrängen runt Bom Despacho är lite kuperad.
Omgivningarna runt Bom Despacho är huvudsakligen savann. Runt Bom Despacho är det ganska glesbefolkat, med 42 invånare per kvadratkilometer.